# Henry Laurence Gantt

Henry Gantt

Henry Laurence Gantt (sinh 1861 - mất 23 tháng 11 năm 1919) là một kĩ sư cơ khí và cố vấn dự án người Mỹ, nổi tiếng với việc phát triển sơ đồ Gantt năm 1910. Sơ đồ Gantt được sử dụng rộng rãi trong những công trình lớn như đập Hoover hay hệ thống đường quốc lộ liên bang Mỹ và ngày nay vẫn là một công cụ quan trọng trong quản lý dự án.

## Tiểu sử
Henry Gantt sinh tại quận Calvert, Maryland, Hoa Kỳ. Ông tốt nghiệp trường McDonogh năm 1878 và trường cao đẳng Johns Hopkins rồi làm thầy giáo và người vẽ đồ án trước khi trở thành kĩ sư cơ khí. Năm 1887 ông cùng Frederick W. Taylor quản lý công ty thép Midvale và công ty thép Bethlehem cho đến năm 1893. Sau này, khi làm cố vấn dự án, ngoài sơ đồ Gantt, ông còn thiết kế hệ thống thưởng năng suất - trong đó nhân viên có năng suất vượt định mức sẽ được thưởng phần trăm. Ngoài ra, ông còn phát triển một số phương pháp đo đạc hiệu suất và năng suất nhân viên.

## Đóng góp
Henry Gantt đã có nhiều đóng góp cho môn khoa học quản lý, đáng nói nhất bao gồm:
- Sơ đồ Gantt: Đến ngày nay, sơ đồ Gantt vẫn được coi là một công cụ quản lý quan trọng. Sơ đồ Gantt biểu thị thời gian biểu của dự án dùng để quản lý, lên kế hoạch và kiểm soát tiến độ công việc trong dự án. PERT (Program Evaluation and Review Technique - Phương pháp ước lượng và xem xét chương trình) là một biến thể của sơ đồ Gantt.
- Hiệu suất công nghiệp: Hiệu suất công nghiệp có thể được nâng cao bằng cách phân tích một cách khoa học mọi khía cạnh của công việc. Công tác quản lý công nghiệp là cải tiến hiệu suất bằng cách hạn chế tối đa rủi ro.
- Hệ thống thưởng năng suất: Henry Gantt thưởng phần trăm quản lý viên tương ứng với năng suất vượt định mức nhân viên dưới quyền họ đạt được.
- Trách nhiệm xã hội của doanh nghiệp: Henry Gantt tin rằng doanh nghiệp phải có trách nhiệm với xã hội.